# كأس أمريكا الجنوبية 1921
كأس أمريكا الجنوبية 1921 هي النسخة الخامسة من بطولة أمريكا الجنوبية التي استضافتها بوينس آيرس، بالأرجنتين من 2 أكتوبر - 30 أكتوبر، 1921.
شمل مشاركة كل من الأرجنتين والبرازيل وباراغواي وأوروغواي. تمت دعوة تشيلي أيضًا للمشاركة لكنها قررت الانسحاب بسبب مشكلة داخلية في الفريق. وفي أول مشاركة للباراغواي في البطولة تمكنت من هزيمة بطل النسخة السابقة الأوروغواي بهدفين لهدف.

## المباريات
نظام البطولة نص على أن كل فريق يلعب مباراة واحدة ضد كل فريق من الفرق الأخرى. ويتم منح نقطتين للفوز ونقطة واحدة للتعادل وصفر نقطة للخسارة.
| الأرجنتين          | 1 – 0 | البرازيل |
| ------------------ | ----- | -------- |
| جوليو ليبوناتي 27' |       |          |

| باراغواي                           | 2 – 1 | الأوروغواي    |
| ---------------------------------- | ----- | ------------- |
| جيرارد ريباس 9' · دفونسو لوبيز 66' |       | جوس بيندن 83' |

| باراغواي | 0 – 3 | البرازيل                              |
| -------- | ----- | ------------------------------------- |
|          |       | ارنستو داسيلفا 21' 44' · كانديوتا 46' |

| الأرجنتين                                              | 3 – 0 | باراغواي |
| ------------------------------------------------------ | ----- | -------- |
| جوليو ليبوناتي 1' · بلاس ساربو 71' · راول ايشبيريا 76' |       |          |

| الأوروغواي        | 2 – 1 | البرازيل        |
| ----------------- | ----- | --------------- |
| انجل رومانو 1' 8' |       | جوس قوميريز 53' |

| الأرجنتين          | 1 – 0 | الأوروغواي |
| ------------------ | ----- | ---------- |
| جوليو ليبوناتي 57' |       |            |

## الترتيب
| الفريق     | نقاط | لعب | ف | ت | خ | له | عليه | فرق | Eff    |
| ---------- | ---- | --- | - | - | - | -- | ---- | --- | ------ |
| الأرجنتين  | 6    | 3   | 3 | 0 | 0 | 5  | 0    | +5  | 100.0% |
| البرازيل   | 2    | 3   | 1 | 0 | 2 | 4  | 3    | +1  | 33.3%  |
| الأورغواي  | 2    | 3   | 1 | 0 | 2 | 3  | 4    | -1  | 33.3%  |
| الباراغواي | 2    | 3   | 1 | 0 | 2 | 2  | 7    | -5  | 33.3%  |

## الفائز
| بطل كأس أمريكا الجنوبية 1921 |
| ---------------------------- |
| · الأرجنتين · للمرة الأولى   |

## الهدافين
3 أهداف
- جوليو ليبوناتي

هدفين
- ارنستو داسيلفا
- انجل رومتنو

 هدف
- راول ايشبيريا - بلاس ساربو
- كانديوتا - جوس قوميريز
- دفونسو لوبيز - جيرارد ريباس
- جوس بيندن

## وصلات خارجية
- South American Championship 1921 at RSSSF